# NGC 3197
NGC 3197 је спирална галаксија у сазвежђу Змај која се налази на NGC листи објеката дубоког неба.
Деклинација објекта је + 77° 49' 13" а ректасцензија 10h 14m 27,3s. Привидна величина (магнитуда) објекта NGC 3197 износи 13,5 а фотографска магнитуда 14,3. NGC 3197 је још познат и под ознакама UGC 5500, MCG 13-8-9, CGCG 351-10, CGCG 350-45, PGC 29870.